# Andrej Danko
Andrej Danko (Nagyrőce, 1974. augusztus 12. –) szlovák politikus, 2012 óta vezeti a Szlovák Nemzeti Pártot.

## Politikai pályafutása
Jogásznak tanult a Comenius Egyetemen. 2010-ben megválasztották a Szlovák Nemzeti Párt elnökhelyettesének, majd 2012-ben elnökének, miután Ján Slota lemondott az elnökségről. 2016. március 23-án megválasztották a szlovák parlament szóvivőjének.
Andrej Danko folyékonyan beszél oroszul és németül.
2016 szeptemberében Peter Gajdoš védelmi miniszter tartalékos századosi rangba léptette elő. Ennek egyik oka az volt, hogy Danko jóváhagyatta a költségvetés-emelést a hadsereg számára.